# Robert Robinson (kemiker)
Sir Robert Robinson, OM, PRS, FRSE (13. september 1886 – 8. februar 1975) var en engelsk organisk kemiker og modtager af Nobelprisen i kemi i 1947 for sin forskning i plantefarvestof (anthocyaniner) og alkaloider. I 1947 modtog han også Medal of Freedom med Sølvpalme.

## Karriere

### Tidligt liv
Robinson blev født på en gård nær Chesterfield, Derbyshire, og gik i skole på Chesterfield Grammar School, en privat Fulneck School og senere på University of Manchester. I 1907 modtog han 1851 Research Fellowship fra Royal Commission for the Exhibition of 1851 til at fortsætte sin forskning på University of Manchester.
Han blev udnævnt som den første professor for Ren og Anvendt Organisk Kemi på School of Chemistry på University of Sydney i 1912. Han blev Waynflete Professor i Kemi på Oxford Universitet fra 1930 og Fellow af Magdalen College, Oxford.
Robinson Close i Science Area i Oxford er opkaldt efter ham, ligesom Robert Robinson Laboratory på University of Liverpool.

### Forskning
Hans syntese af tropinon, en precursor til kokain, i 1917 var ikke bare et stort skridt inden for alkaloid-kemi, men vist også at tandem reaktioner i en one-pot syntese kan danne bicykliske molekyler.
Han opfandt symbolet for benzen med en cirkel i midten, da han arbejde på St. Andrews Universitet i 1923. Han er kendt for at opfinde bruget af buede pile til at repræsenteret flytning af elektron€r, og han er også kendt for at opdage molekylestrukturen af morfin og penicillin.
I 1957 grundlagde Robinson journalen Tetrahedron med halvtreds andre redaktører for Pergamon Press.